# Кортни Кейн
Кортни Кейн (на английски: Kortney Kane) е американска порнографска актриса, родена на 31 юли 1986 г. в град Колумбия, щата Южна Каролина, САЩ.

## Кариера
Най-напред работи като стриптизьорка в нощен клуб, където се среща с порноактрисата Кармен Харт, която я насочва и ̀ помага да влезе в порнографската индустрия.
Дебютира като актриса в порнографската индустрия през 2010 г., когато е на 24-годишна възраст.
През октомври 2012 г. Кейн се включва в отбора на Уикед Пикчърс за набирането на финансови средства за борба с ХИВ вируса и синдрома на придобитата имунна недостатъчност и участва в благотворителното шествие в Лос Анджелис заедно с порноактьорите Джесика Дрейк, Сторми Даниълс, Бранди Анистън, Кейлани Лей, Алектра Блу, Кени Стайлс, Брад Армстронг и други. По време на шествието всички в отбора на Уикед изразяват своето недоволство срещу задължителната употреба на кондоми при снимането на порнографски филми, като носят тениски с протестен надпис.
През 2013 г. печели титлата на списание Пентхаус за любимка на месец октомври.

## Награди и номинации
- 2012: Номинация за XBIZ награда за нова звезда на годината.[7]
- 2013: Номинация за AVN награда за невъзпята звезда на годината.[4]
- 2013: Пентхаус любимка за месец октомври.[6]
- 2013: Номинация за XRCO награда за невъзпята сирена.[8]